# Bizen (keramik)

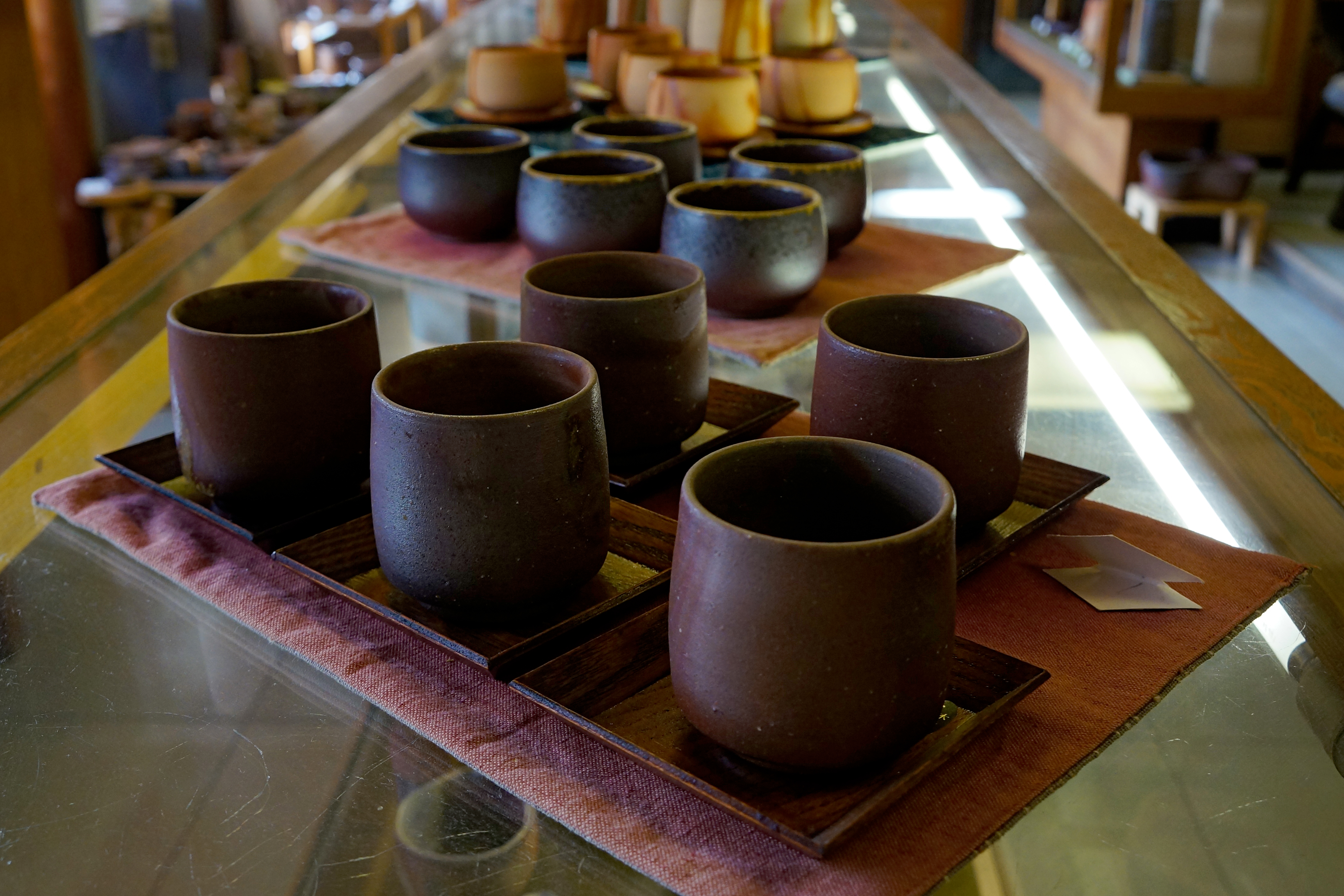
Bizenkeramik.

Bizen är en typ av japansk keramik som tillverkas i och omkring byn Imbe i prefekturen Okayama på Honshu, ett område som under den tid Japan delades upp i provinser hörde till den historiska provinsen Bizen, därav keramikens namn. På japanska heter keramiken bizen-yaki. 
Bizenkeramik är en av Japans äldsta typer av keramik, känd redan från det tidiga medeltida Japan. Den utmärker sig genom sitt rustika utseende, hårdhet och färg. Keramiken är oglaserat stengods som efter bränning blir rödfärgat. Keramikgodset bränns sakta och under lång tid i vedeldade brännugnar upp till hög temperatur. Traditionellt tillverkas främst praktiska vardagsföremål, som olika förvaringskärl och vaser, enkla men vacker formade. Ytan får genom lerans sammansättning och bränningen ett speciellt utseende som ger keramiken karaktär. 